# Fußballclub Carl Zeiss Jena 1993-1994
Questa voce raccoglie le informazioni riguardanti il Fußballclub Carl Zeiss Jena nelle competizioni ufficiali della stagione 1993-1994.

## Stagione
Nella stagione 1993-1994 il Carl Zeiss Jena, allenato da Uwe Erkenbrecher e Hans Meyer, concluse il campionato di 2. Bundesliga al 17º posto e fu retrocesso in Regionalliga. In Coppa di Germania il Carl Zeiss Jena fu eliminato ai quarti di finale dal Rot-Weiss Essen.

## Rosa
| N. |                        | Ruolo | Calciatore       |
| -- | ---------------------- | ----- | ---------------- |
|    | Germania (bandiera)    | P     | Perry Bräutigam  |
|    | Germania (bandiera)    | P     | Mario Neumann    |
|    | Germania (bandiera)    | P     | Jens Weißgärber  |
|    | Germania (bandiera)    | D     | Danny Bach       |
|    | Germania (bandiera)    | D     | Udo Fankhänel    |
|    | Germania (bandiera)    | D     | Jens Gerlach     |
|    | Germania (bandiera)    | D     | Michael Molata   |
|    | Croazia (bandiera)     | D     | Zvezdan Pejović  |
|    | Germania (bandiera)    | D     | Jens-Uwe Penzel  |
|    | Germania (bandiera)    | D     | Christian Preuße |
|    | Germania (bandiera)    | D     | Uwe Szangolies   |
|    | Germania (bandiera)    | D     | Matthias Wentzel |
|    | Stati Uniti (bandiera) | C     | Brian Bliss      |
|    | Germania (bandiera)    | C     | Jörg Böhme       |
|    | Germania (bandiera)    | C     | Frank Eschler    |

| N. |                     | Ruolo | Calciatore         |
| -- | ------------------- | ----- | ------------------ |
|    | Germania (bandiera) | C     | Olaf Holetschek    |
|    | Germania (bandiera) | C     | Marco Kämpfe       |
|    | Germania (bandiera) | C     | Mario Röser        |
|    | Germania (bandiera) | C     | Bernd Schneider    |
|    | Germania (bandiera) | C     | Alfred Schön       |
|    | Germania (bandiera) | C     | Olaf Schreiber     |
|    | Germania (bandiera) | C     | Axel Wittke        |
|    | Nigeria (bandiera)  | A     | Jonathan Akpoborie |
|    | Germania (bandiera) | A     | Torsten Gütschow   |
|    | Germania (bandiera) | A     | Carsten Klee       |
|    | Brasile (bandiera)  | A     | Leandro            |
|    | Germania (bandiera) | A     | Timo Löhnert       |
|    | Germania (bandiera) | A     | Thomas Nowacki     |
|    | Germania (bandiera) | A     | Heiko Weber        |
|    | Germania (bandiera) | A     | Mark Zimmermann    |

## Organigramma societario
Area tecnica
- Allenatore: Hans Meyer
- Allenatore in seconda:
- Preparatore dei portieri:
- Preparatori atletici:

## Calciomercato

### Sessione estiva
| Acquisti | Acquisti         | Acquisti    | Acquisti |
| R.       | Nome             | da          | Modalità |
| -------- | ---------------- | ----------- | -------- |
| A        | Torsten Gütschow | Galatasaray |          |
| P        | Mario Neumann    | Zwickau     |          |
| A        | Thomas Nowacki   | Weimar      |          |
| D        | Zvezdan Pejović  | Osnabrück   |          |
| C        | Alfred Schön     | Nancy       |          |

| Cessioni | Cessioni       | Cessioni    | Cessioni |
| R.       | Nome           | a           | Modalità |
| -------- | -------------- | ----------- | -------- |
| C        | Dragutin Čelić | TV Hardheim |          |

### Sessione invernale
| Acquisti | Acquisti | Acquisti | Acquisti |
| R.       | Nome     | da       | Modalità |
| -------- | -------- | -------- | -------- |

| Cessioni | Cessioni | Cessioni | Cessioni |
| R.       | Nome     | a        | Modalità |
| -------- | -------- | -------- | -------- |

## Risultati

### 2. Bundesliga

#### Girone di andata
| Arbitro: | Kemmling |

|                  |           |               |
| Rohde 72’ (aut.) | Marcatori | 42’ Schmöller |

| Arbitro: | Albrecht |

|                 |           |  |
| Wagner 17’, 86’ | Marcatori |  |

| Arbitro: | Fandel |

|                         |           |              |
| Weber 53’ Fankhänel 64’ | Marcatori | 24’, 81’ Epp |

| Arbitro: | Prengel |

|             |           |  |
| Winkler 47’ | Marcatori |  |

| Arbitro: | Hofmann |

|                        |           |  |
| Pejovic 19’ Wittke 71’ | Marcatori |  |

| Arbitro: | Wagner |

|                      |           |             |
| Lust 50’ Krätzer 80’ | Marcatori | 82’ Pejovic |

| Arbitro: | Holz |

|                           |           |           |
| Akpoborie 69’ Gerlach 81’ | Marcatori | 59’ Simon |

| Arbitro: | Malbranc |

|                        |           |  |
| Pacult 25’ Winkler 78’ | Marcatori |  |

| Arbitro: | Dardenne |

|  |           |                           |
|  | Marcatori | 20’ Laudeley 52’ Wienhold |

| Arbitro: | Schäfer |

|                                      |           |  |
| Christians 33’ Herrmann 44’ Aden 77’ | Marcatori |  |

| Jena 10 ottobre 1993, ore 15:00 CET 11ª giornata | Carl Zeiss Jena | 0 – 0 referto | Meppen | Ernst-Abbe-Sportfeld (3 717 spett.)\| Arbitro: \| Domurat \| |
| Arbitro:                                         | Domurat         |               |        |                                                              |

| Arbitro: | Führer |

|  |           |                                                               |
|  | Marcatori | 35’ Molata 36’ Weber 54’ Gerlach 68’ Holetschek 88’ Akpoborie |

| Jena 23 ottobre 1993, ore 15:30 CET 13ª giornata | Carl Zeiss Jena | 0 – 0 referto | Hansa Rostock | Ernst-Abbe-Sportfeld (2 446 spett.)\| Arbitro: \| Frey \| |
| Arbitro:                                         | Frey            |               |               |                                                           |

| Arbitro: | Willems |

|                      |           |             |
| Schlindwein 84’, 89’ | Marcatori | 14’ Gerlach |

| Arbitro: | Ratzek |

|                       |           |  |
| Molata 52’ Wittke 73’ | Marcatori |  |

| Krefeld 12 novembre 1993, ore 20:00 CET 16ª giornata | Bayer Uerdingen | 0 – 0 referto | Carl Zeiss Jena | Grotenburg Stadion (4 000 spett.)\| Arbitro: \| Fleischer \| |
| Arbitro:                                             | Fleischer       |               |                 |                                                              |

| Arbitro: | Pohlmann |

|  |           |                              |
|  | Marcatori | 55’ Holetschek 62’ Akpoborie |

| Arbitro: | Kiefer |

|                       |           |                        |
| Penzel 28’ Molata 31’ | Marcatori | 18’ Lottner 83’ Deffke |

| Berlino 4 dicembre 1993, ore 15:30 CET 19ª giornata | TeBe Berlino | 0 – 0 referto | Carl Zeiss Jena | Mommsenstadion (1 736 spett.)\| Arbitro: \| Fux \| |
| Arbitro:                                            | Fux          |               |                 |                                                    |

#### Girone di ritorno
| Berlino 19 febbraio 1994, ore 15:30 CET 20ª giornata | Hertha Berlino | 0 – 0 referto | Carl Zeiss Jena | Stadio Olimpico (4 400 spett.)\| Arbitro: \| Werthmann \| |
| Arbitro:                                             | Werthmann      |               |                 |                                                           |

| Arbitro: | Schmidhuber |

|                              |           |  |
| Holetschek 23’ Fankhänel 61’ | Marcatori |  |

| Arbitro: | Wiesel |

|                        |           |  |
| Larsen 14’ Hofmann 30’ | Marcatori |  |

| Arbitro: | Merk |

|                           |           |                |
| Gerlach 61’ Fankhänel 87’ | Marcatori | 81’, 85’ Gries |

| Arbitro: | Steinborn |

|                                                    |           |              |
| Reich 2’, 65’ Dammeier 55’ Winter 57’ Gerstner 82’ | Marcatori | 7’ Akpoborie |

| Arbitro: | Assenmacher |

|            |           |                        |
| Molata 22’ | Marcatori | 34’ Fuhl 83’ Stickroth |

| Arbitro: | Osmers |

|                |           |            |
| Simon 58’, 75’ | Marcatori | 79’ Molata |

| Arbitro: | Ziller |

|               |           |             |
| Akpoborie 71’ | Marcatori | 31’ Winkler |

| Chemnitz 10 aprile 1994, ore 15:00 CEST 28ª giornata | Chemnitz | 0 – 0 referto | Carl Zeiss Jena | Sportforum Chemnitz (4 024 spett.)\| Arbitro: \| Hotop \| |
| Arbitro:                                             | Hotop    |               |                 |                                                           |

| Jena 17 maggio 1994, ore 19:30 CEST 29ª giornata | Carl Zeiss Jena | 0 – 0 referto | Bochum | Ernst-Abbe-Sportfeld (6 718 spett.)\| Arbitro: \| Wippermann \| |
| Arbitro:                                         | Wippermann      |               |        |                                                                 |

| Arbitro: | Weber |

|           |           |               |
| Helmer 8’ | Marcatori | 24’ Akpoborie |

| Arbitro: | Amerell |

|                          |           |           |
| Akpoborie 18’ Wittke 85’ | Marcatori | 41’ Klein |

| Rostock 6 maggio 1994, ore 19:30 CEST 32ª giornata | Hansa Rostock | 0 – 0 referto | Carl Zeiss Jena | Ostseestadion (1 600 spett.)\| Arbitro: \| Malbranc \| |
| Arbitro:                                           | Malbranc      |               |                 |                                                        |

| Arbitro: | Fleischer |

|               |           |  |
| Akpoborie 23’ | Marcatori |  |

| Arbitro: | Frey |

|  |           |                                                                       |
|  | Marcatori | 8’ (aut.) Geszlecht 24’ Akpoborie 42’ Molata 46’ Holetschek 55’ Weber |

| Arbitro: | Fandel |

|  |           |                 |
|  | Marcatori | 17’, 70’ Laeßig |

| Jena 28 maggio 1994, ore 15:30 CEST 36ª giornata | Carl Zeiss Jena | 0 – 0 referto | Kickers Stoccarda | Ernst-Abbe-Sportfeld (4 368 spett.)\| Arbitro: \| Koop \| |
| Arbitro:                                         | Koop            |               |                   |                                                           |

| Arbitro: | Kasper |

|            |           |           |
| Deffke 40’ | Marcatori | 81’ Weber |

| Arbitro: | Osmers |

|  |           |                      |
|  | Marcatori | 40’ Krznaric 85’ Hey |

### Coppa di Germania
| Arbitro: | Jansen |

|  |           |               |
|  | Marcatori | 11’ Schreiber |

| Arbitro: | Casper |

|                           |           |                               |
| Weber 43’ Gorlukovich 74’ | Marcatori | 11’ Wittke 50’, 53’ Schreiber |

| Arbitro: | Hauer |

|               |           |  |
| Akpoborie 26’ | Marcatori |  |

| Arbitro: | Zerr |

|                                                             |                      |                                                              |
| Wittke Penzel Szangolies Akpoborie Gütschow Bliss Schreiber | Tiri di rigore 5 – 6 | Lipinski Pickenäcker Spyrka Kügler Wegmann Bangoura Reichert |

## Statistiche

### Statistiche di squadra
| Competizione      | Punti | In casa | In casa | In casa | In casa | In casa | In casa | In trasferta | In trasferta | In trasferta | In trasferta | In trasferta | In trasferta | Totale | Totale | Totale | Totale | Totale | Totale | DR |
| Competizione      | Punti | G       | V       | N       | P       | Gf      | Gs      | G            | V            | N            | P            | Gf           | Gs           | G      | V      | N      | P      | Gf     | Gs     | DR |
| ----------------- | ----- | ------- | ------- | ------- | ------- | ------- | ------- | ------------ | ------------ | ------------ | ------------ | ------------ | ------------ | ------ | ------ | ------ | ------ | ------ | ------ | -- |
| 2. Bundesliga     | 34    | 19      | 6       | 9       | 4       | 20      | 18      | 19           | 3            | 7            | 9            | 18           | 23           | 38     | 9      | 16     | 13     | 38     | 41     | -3 |
| Coppa di Germania | -     | 2       | 1       | 1       | 0       | 1       | 0       | 2            | 2            | 0            | 0            | 4            | 2            | 4      | 3      | 1      | 0      | 5      | 2      | +3 |
| Totale            | 34    | 21      | 7       | 10      | 4       | 21      | 18      | 21           | 5            | 7            | 9            | 22           | 25           | 42     | 12     | 17     | 13     | 43     | 43     | 0  |

### Andamento in campionato
| Giornata  | 1 | 2  | 3  | 4  | 5  | 6  | 7  | 8  | 9  | 10 | 11 | 12 | 13 | 14 | 15 | 16 | 17 | 18 | 19 | 20 | 21 | 22 | 23 | 24 | 25 | 26 | 27 | 28 | 29 | 30 | 31 | 32 | 33 | 34 | 35 | 36 | 37 | 38 |
| --------- | - | -- | -- | -- | -- | -- | -- | -- | -- | -- | -- | -- | -- | -- | -- | -- | -- | -- | -- | -- | -- | -- | -- | -- | -- | -- | -- | -- | -- | -- | -- | -- | -- | -- | -- | -- | -- | -- |
| Luogo     | C | T  | C  | T  | C  | T  | C  | T  | C  | T  | C  | T  | C  | T  | C  | T  | T  | C  | T  | T  | C  | T  | C  | T  | C  | T  | C  | T  | C  | T  | C  | T  | C  | T  | C  | C  | T  | C  |
| Risultato | N | P  | N  | P  | V  | P  | V  | P  | P  | P  | N  | V  | N  | P  | V  | N  | V  | N  | N  | N  | V  | P  | N  | P  | P  | P  | N  | N  | N  | N  | V  | N  | V  | V  | P  | N  | N  | P  |
| Posizione | 7 | 17 | 16 | 18 | 13 | 16 | 15 | 16 | 17 | 18 | 18 | 18 | 18 | 18 | 18 | 17 | 15 | 14 | 14 | 14 | 11 | 16 | 16 | 17 | 18 | 19 | 18 | 18 | 19 | 19 | 16 | 17 | 16 | 13 | 16 | 15 | 16 | 17 |

Legenda:

Luogo: C = Casa; T = Trasferta. Risultato: V = Vittoria; N = Pareggio; P = Sconfitta.

### Statistiche dei giocatori
| Giocatore     | 2. Bundesliga | 2. Bundesliga | 2. Bundesliga | 2. Bundesliga | Coppa di Germania | Coppa di Germania | Coppa di Germania | Coppa di Germania | Totale   | Totale | Totale      | Totale     |
| Giocatore     | Presenze      | Reti          | Ammonizioni   | Espulsioni    | Presenze          | Reti              | Ammonizioni       | Espulsioni        | Presenze | Reti   | Ammonizioni | Espulsioni |
| ------------- | ------------- | ------------- | ------------- | ------------- | ----------------- | ----------------- | ----------------- | ----------------- | -------- | ------ | ----------- | ---------- |
| J. Akpoborie  | 34            | 9             | 4             | 1             | 3                 | 1                 | 0                 | 0                 | 37       | 10     | 4           | 1          |
| D. Bach       | 1             | 0             | 0             | 0             | 0                 | 0                 | 0                 | 0                 | 1        | 0      | 0           | 0          |
| B. Bliss      | 31            | 0             | 3             | 1             | 4                 | 0                 | 1                 | 0                 | 35       | 0      | 4           | 1          |
| P. Bräutigam  | 38            | 0             | 0             | 0             | 4                 | 0                 | 0                 | 0                 | 42       | 0      | 0           | 0          |
| J. Böhme      | 0             | 0             | 0             | 0             | 0                 | 0                 | 0                 | 0                 | 0        | 0      | 0           | 0          |
| F. Eschler    | 22            | 0             | 4             | 0             | 1                 | 0                 | 0                 | 0                 | 23       | 0      | 4           | 0          |
| U. Fankhänel  | 26            | 3             | 2             | 0             | 3                 | 0                 | 1                 | 0                 | 29       | 3      | 3           | 0          |
| J. Gerlach    | 35            | 4             | 7             | 1             | 4                 | 0                 | 1                 | 0                 | 39       | 4      | 8           | 1          |
| T. Gütschow   | 9             | 0             | 0             | 0             | 2                 | 0                 | 0                 | 0                 | 11       | 0      | 0           | 0          |
| O. Holetschek | 34            | 4             | 9             | 3             | 3                 | 0                 | 1                 | 0                 | 37       | 4      | 10          | 3          |
| C. Klee       | 10            | 0             | 1             | 1             | 2                 | 0                 | 0                 | 0                 | 12       | 0      | 1           | 1          |
| M. Kämpfe     | 0             | 0             | 0             | 0             | 0                 | 0                 | 0                 | 0                 | 0        | 0      | 0           | 0          |
| L. Leandro    | 0             | 0             | 0             | 0             | 0                 | 0                 | 0                 | 0                 | 0        | 0      | 0           | 0          |
| T. Löhnert    | 0             | 0             | 0             | 0             | 0                 | 0                 | 0                 | 0                 | 0        | 0      | 0           | 0          |
| M. Molata     | 35            | 6             | 4             | 0             | 4                 | 0                 | 0                 | 1                 | 39       | 6      | 4           | 1          |
| M. Neumann    | 0             | 0             | 0             | 0             | 0                 | 0                 | 0                 | 0                 | 0        | 0      | 0           | 0          |
| T. Nowacki    | 0             | 0             | 0             | 0             | 0                 | 0                 | 0                 | 0                 | 0        | 0      | 0           | 0          |
| Z. Pejovic    | 15            | 2             | 3             | 1             | 1                 | 0                 | 0                 | 0                 | 16       | 2      | 3           | 1          |
| J. Penzel     | 21            | 1             | 5             | 0             | 2                 | 0                 | 0                 | 0                 | 23       | 1      | 5           | 0          |
| C. Preuße     | 1             | 0             | 0             | 0             | 0                 | 0                 | 0                 | 0                 | 1        | 0      | 0           | 0          |
| M. Röser      | 21            | 0             | 4             | 0             | 1                 | 0                 | 0                 | 0                 | 22       | 0      | 4           | 0          |
| B. Schneider  | 2             | 0             | 0             | 0             | 0                 | 0                 | 0                 | 0                 | 2        | 0      | 0           | 0          |
| O. Schreiber  | 32            | 0             | 3             | 1             | 4                 | 3                 | 2                 | 0                 | 36       | 3      | 5           | 1          |
| A. Schön      | 12            | 0             | 2             | 0             | 0                 | 0                 | 0                 | 0                 | 12       | 0      | 2           | 0          |
| U. Szangolies | 29            | 0             | 3             | 0             | 4                 | 0                 | 1                 | 0                 | 33       | 0      | 4           | 0          |
| H. Weber      | 30            | 4             | 2             | 0             | 2                 | 0                 | 0                 | 0                 | 32       | 4      | 2           | 0          |
| J. Weißgärber | 0             | 0             | 0             | 0             | 0                 | 0                 | 0                 | 0                 | 0        | 0      | 0           | 0          |
| M. Wentzel    | 8             | 0             | 3             | 0             | 2                 | 0                 | 0                 | 0                 | 10       | 0      | 3           | 0          |
| A. Wittke     | 37            | 3             | 3             | 0             | 4                 | 1                 | 1                 | 0                 | 41       | 4      | 4           | 0          |
| M. Zimmermann | 3             | 0             | 0             | 0             | 0                 | 0                 | 0                 | 0                 | 3        | 0      | 0           | 0          |